# Петра Мартич
Петра Мартич (на хърватски: Petra Martić) е професионална тенисистка от Хърватия. Тя принадлежи към новата тийнейджърска генерация тенисистки, които нахлуват през последните години в професионалния тенис заедно с: Арина Родионова, Полона Херцог и Анастасия Пивоварова. Със спортно-техническата подготовка на хърватската тенисистка се грижат Ведран Мартич и Золтан Кухарски.
Най-сериозният си успех при девойките, Петра Мартич постига през 2006 г., когато достига до четвъртфинален мач на „Откритото първенство на САЩ“. През 2007 г., хърватската тийнейджърка губи финален мач на турнира в Джърси, Великобратния от немската тенисистка Сабине Лисицки с 3:6, 4:6. През 2008 г. хърватската тенисистка е включена в националния отбор за турнира „Фед Къп“. През същата година, Петра Мартич печели своята първа титла на сингъл на турнира „Загреб Лейдис Оупън“, побеждавайки на финала австрийската тенисистка Ивон Мойсбургер. За първи път през 2009 г., тя влиза в Топ 100 на женския тенис.
През 2009 г., хърватската тенисистка прави своя дебют на турнир от Големия шлем. Тя успява да се пребори в квалификационните мачове за „Откритото първенство на Франция“, където е отстранена във втория кръг от канадката Александра Возняк с резултат 6:3, 6:3.
В първия от календара на Световната тенис-асоциация за жени турнир в Париж за 2010 г., Петра Мартич записва сензационна победа над белгийската тенисистка Янина Викмайер с 6:4, 3:6, 7:5. Във втория кръг на същия турнир тя е напуска надпреварата след загуба от първата ракета на Унгария Агнеш Саваи.
На престижния турнир „Сони Ериксон Оупън“ 2010 в Маями, хърватката достига до трети кръг на състезанието. В първия етап на надпреварата, тя преодолява французойката Жули Коан, във втория елиминира друга френска тенисистка Араван Резаи. В третия кръг е победена от белгийската ракета Янина Викмайер с 6:3, 6:3.